# Backlash 2007
Backlash 2007 was een pay-per-viewevenement in het professioneel worstelen dat georganiseerd werd door World Wrestling Entertainment (WWE). Dit evenement was de achtste editie van Backlash en vond plaats in de Philips Arena in Atlanta (Georgia) op 29 april 2007.
De belangrijkste gebeurtenis was een Fatal Four-Way match voor het WWE Championship tussen de kampioen John Cena, Edge, Randy Orton en Shawn Michaels. Cena won de match en verlengde zo zijn titel.

## Resultaten
| Nr.                                                                          | Match | Winnaar(s)         |
| ---------------------------------------------------------------------------- | --- | ------------------ |
| -                                                                            | Carlito vs. Johnny Nitro in een een-op-eenmatch                                                                  | Carlito            |
| 1                                                                            | The Hardys (c) vs. Lance Cade en Trevor Murdoch in een tag team match voor het World Tag Team Championship       | The Hardys (c)     |
| 2                                                                            | Melina (c) vs. Mickie James in een een-op-eenmatch voor het WWE Women's Championship                             | Melina (c)         |
| 3                                                                            | Chris Benoit (c) vs. Montel Vontavious Porter in een een-op-eenmatch voor het WWE United States Championship     | Chris Benoit (c)   |
| 4                                                                            | Bobby Lashley (c) vs. Team McMahon (Vince & Shane McMahon) in een Handicap match voor het ECW World Championship | Vince McMahon (nc) |
| 5                                                                            | The Undertaker (c) vs. Batista in een Last Man Standing match voor het World Heavyweight Championship            | The Undertaker (c) |
| 6                                                                            | John Cena (c) vs. Edge vs. Randy Orton vs. Shawn Michaels in een Fatal Four-Way match voor het WWE Championship  | John Cena (c)      |
| (c) huidige kampioen voor en na de match \| (nc) nieuwe kampioen na de match | |                    |